# Índice de evaporación
Se conoce como índice de evaporación, referido a una cuenca hidrográfica, considerando una base de tiempo anual, de manera a que se puede considerar que no hay variación del volumen almacenado en la cuenca, a la diferencia entre la altura de la lluvia y el índice de escorrentía (lámina de agua que circula en una cuenca de drenaje).
| Símbolo                | Nombre                  | Unidad |
| ---------------------- | ----------------------- | ------ |
| {\displaystyle I_{ev}} | Índice de evaporación   |        |
| {\displaystyle I_{e}}  | Índice de escorrentía   |        |
| {\displaystyle P_{mm}} | Precipitaciones anuales | mm     |